# Hugh Hellmut Iltis
Ne doit pas être confondu avec Hugo Iltis.
Hugh Hellmut Iltis (1925–2016) est professeur émérite de botanique à l'université du Wisconsin (États-Unis). Il est surtout connu pour ses découvertes dans le domaine de la génétique du maïs. En tant que botaniste, Iltis a exercé les fonctions de directeur de l'herbier de l'université du Wisconsin.

## Biographie
Iltis a démontré que le maïs domestiqué ne diffère que par un faible nombre de mutations d'une espèce de téosinte, plante herbacée endémique d'une région limitée du Mexique occidental.
On a pensé à une époque que l'ancêtre sauvage du maïs cultivé était une espèce éteinte. D'autres chercheurs ont depuis recréé certaines des étapes de l'évolution du maïs depuis son ancêtre sauvage, et ont montré comment les premiers habitants du Mexique actuel ont pu sélectionner des hybrides naturels. Cependant, des controverses subsistent pour savoir quelles étapes séparent le maïs moderne de son lointain cousin, la téosinte.
La découverte d'Iltis a une grande importance économique car il a identifié une source de variabilité  génétique qui pourrait être utilisée par les sélectionneurs. Certaines espèces sont en danger de disparition et toutes ont une aire de diffusion très réduite. Par ses travaux, Iltis a convaincu le gouvernement mexicain de consacrer des ressources à la préservation de l'habitat des téosintes sauvages.
Iltis fit une autre découverte en 1962, alors qu'il participait à une expédition de collecte de plantes au Pérou en compagnie de Don Ugent. Il repéra une tomate sauvage qui n'avait jamais été classée auparavant par les taxonimistes et qu'il nota sous le n° 832. Il en expédia des échantillons et des graines à divers spécialistes du domaine, et collecta des spécimens pour plusieurs herbiers. Cette tomate sauvage se révéla être une nouvelle espèce contenant beaucoup plus de sucre et de matière sèche que les tomates cultivées. Elle a été utilisée pour améliorer par hybridation la saveur et le contenu des tomates cultivées.
Iltis est né en Tchécoslovaquie en 1925 et quitta l'Europe pour se réfugier en Amérique lors de l'invasion de son pays par les Nazis, avant la Seconde Guerre mondiale. C'est un environnementaliste convaincu et intransigeant, un champion de la sauvegarde des habitats en danger ou menacés pour préserver la biodiversité. Il meurt le 
décembre 2016.